# Зірка Африки
Африканська зірка — британська медаль, якою відзначали учасників бойових дій в Африці під час Другої світової війни.
Зіркою нагороджувались військовослужбовці, які хоча б 1 день брали участь у бойових діях у Північній Африці у період з 10 червня 1940 до 12 травня 1943 року. Бойові дії велись на території від Суецького каналу до Гібралтарської протоки, включаючи такі країни як Мальта, Абіссинія, Кенія, Судан, обидва Сомаліленди та Еритрея.
Австралійцям нагорода вручалась за участь у кампанії в Сирії з 8 червня 1941 до 11 липня 1941 року.

## Опис
- Нагорода є шестикінцевою зіркою зі сплаву цинку й міді висотою 44 мм та максимальною шириною 38 мм.
- На лицьовому боці зображено вензель короля Георга VI, увінчений короною. Навколо вензеля — напис «Зірка Африки».
- Реверс нагороди чистий. На Зірках, що вручались австралійським, індійським та південноафриканським військовослужбовцям, карбувалось ім'я отримувача.
- Стрічка для сухопутних військ — жовта; для ВМС — трикольорова: темно-синій, червоний і блакитний.

## Класи
- 8-а Армія
- 1-а Армія
- Північна Африка 1942—1943

| Різновиди стрічок Зірки Африки | Різновиди стрічок Зірки Африки |
| ------------------------------ | ------------------------------ |
| загальна                       |                                |
| 8-а Армія                      |                                |
| 1-а Армія                      |                                |
| Північна Африка 1942-43        |                                |
| 8-а та 1-а Армії               |                                |